# Гичка

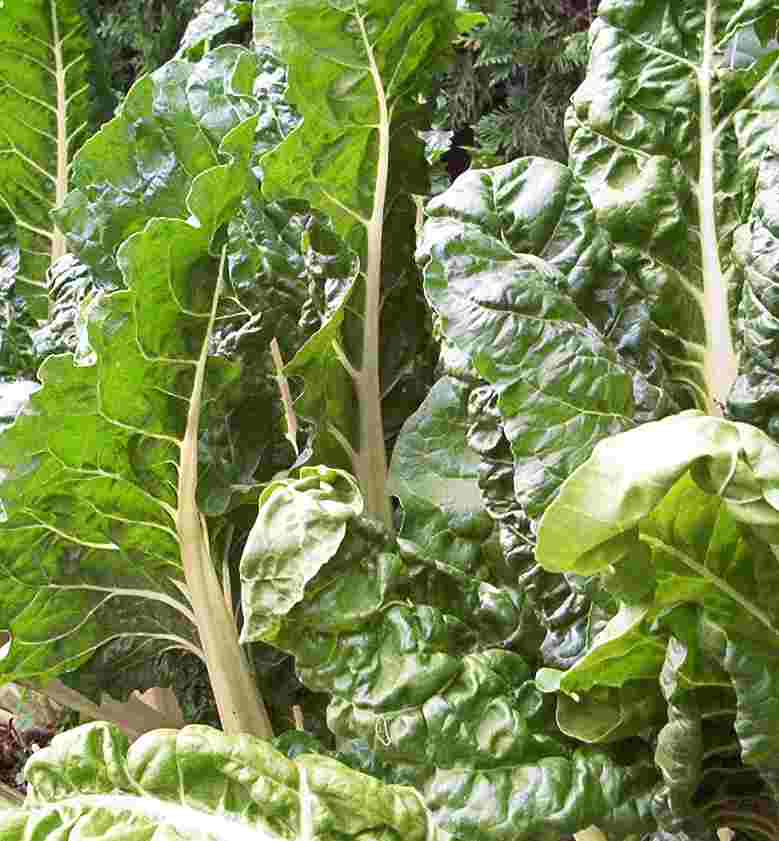
Гичка мангольду

Ги́чка, також ботви́на, ботви́ння, бадилля, діал. гич — стебло та листя деяких культурних трав'янистих рослин, переважно коренеплодів (буряку, ріпи, моркви, редису) та бульбоплодів (картоплі, топінамбуру). Залежно від виду культури гичка має самостійні назви: буряків — бурячиння, картоплі — картоплиння, моркви — морквиння тощо.
У ширшому сенсі щодо стебел культурних рослин вживається назва бадилля, якою називають і гичку коренеплодів, і зелену масу баштанних і деяких інших культур. Щодо їхнього бадилля теж вживаються свої найменування: гарбуза — гарбузиння, гороху — горохвиння, квасолі — квасолиння, соняшнику — сонячиння, кукурудзи — кукурудзиння.

## У кулінарії
Молода бурячанка (бурякова ботвина) використовується як листяний овоч: для приготування салатів, холодних супів (холодників, ботвіньї), борщів.

## У сільському господарстві
Гичка йде на корм у свіжому, висушеному й силосованому вигляді. Її згодовують переважно великій рогатій худобі, свиням та вівцям.